# Michael Schmelich

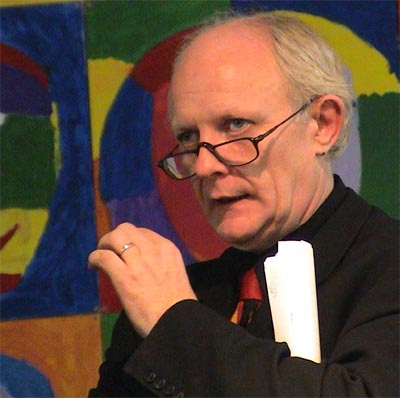
Michael Schmelich

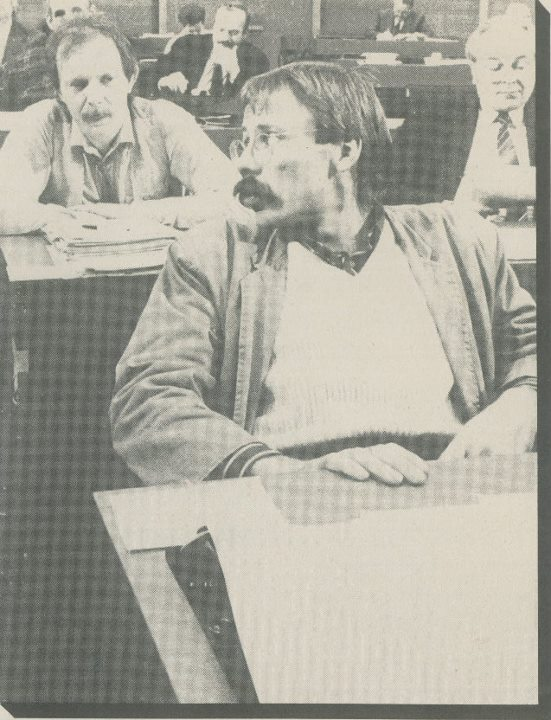
Jürgen Trittin und Michael Schmelich, Niedersächsischer Landtag 1985

Michael Schmelich (* 19. September 1954 in Osterode am Harz) ist ein deutscher Politiker (Bündnis 90/Die Grünen), Journalist, Verleger und Kulturimpresario.

## Leben und Ausbildung
Aufgewachsen in Dassel und Sievershausen besuchte Schmelich das Paul-Gerhardt-Gymnasium und wurde nach dem Realschulabschluss an der Rainhald-von-Dassel Schule zum Industriekaufmann ausgebildet. Danach belegte er einen Studiengang Betriebswirtschaftslehre an der Verwaltungs- und Wirtschaftsakademie in Göttingen. Anschließend schloss er an der wissenschaftlichen Akademie des Landes Nordrhein-Westfalen, der Sozialakademie Dortmund einen Studiengang im Bereich Sozialwirtschaft ab. Er absolvierte Praktika bei Zeitungen und beim Rundfunk. Anschließend wurde er zum Organisations-Sekretär beim Deutschen Gewerkschaftsbund (DGB) ausgebildet.
Schmelich lebt seit 2003 in Dresden. Er ist geschieden und hat 3 Kinder.

## Politik
1970 erfolgte sein Eintritt in die Junge Union und die Christlich-Demokratische Arbeitnehmerschaft (CDA). Ab 1975 war er Niedersächsischer Landesvorsitzender der CDA-Jugendorganisation Junge Arbeitnehmerschaft. Im Jahr 1980 beteiligte er sich an einer Kampagne gegen die Kanzlerkandidatur von Franz Josef Strauß, im anschließenden Parteiordnungsverfahren wurde er von allen Parteiämtern suspendiert.  1981 verließ er die CDU und trat den Grünen bei. 1982 kandidierte er zum Niedersächsischen Landtag. Vom 5. Juni 1985 bis 20. Juni 1986 zog er im Zuge des Rotationsprinzipes als Abgeordneter in den Landtag von Niedersachsen (10. Wahlperiode) als Mitglied der Grünen-Fraktion ein. Von 1986 bis 1990 war er Mitglied des Rundfunkrats des NDR. Nach über 15-jähriger politischen Abstinenz kehrte er 2008, mittlerweile in Dresden wohnhaft, auf die politische Bühne zurück. Er fungierte als Wahlkampfmanager der Grünen-Oberbürgermeister-Kandidatin Eva Jähnigen und war von 2010 bis 2016 Vorsitzender des Kreisverbandes Dresden von Bündnis 90/Die Grünen. 2009 kandidierte er als Direktkandidat im Wahlkreis 46 und auf Platz 14 der Landesliste für den Sächsischen Landtag. 2014 war er Direktkandidat im Wahlkreis 43. Bei der Kommunalwahl am 25. Mai 2014 setzte sich Schmelich nach einer Kampfabstimmung gegen innerparteiliche Widerstände durch und wurde schließlich in den Stadtrat der Landeshauptstadt Dresden gewählt. Am 26. Mai 2019 zog er erneut in den Stadtrat ein.

## Beruf
Schmelich übernahm nach Absolvierung verschiedener Ausbildungen im Jahr 1978 die Leitung des Duderstädter Zweigbüros des DGB und wurde Jugendsekretär für Südniedersachsen. Nach Schmelichs Austritt aus der CDU entwickelte sich ein bundesweit beachteter Konflikt über seine Zukunft als Beschäftigter des DGB. Der christlich-soziale DGB-Flügel pochte auf seine Ablösung als Gewerkschaftssekretär in Duderstadt. Am Ende wurde Schmelich nach Beendigung seines Abgeordnetenmandats keine neue Stelle beim DGB angeboten, so dass seine Tätigkeit offiziell 1990 endete.
Schmelich war von 1983 bis 1993 Herausgeber und Verleger des Göttinger Stadtmagazins Hiero Itzo seit 1986 Hier Und Jetzt und seit 1991 Chefredakteur und Herausgeber des Kasseler Stadtmagazins Blizz. 1990 war er an der Gründung des ersten unabhängigen Stadtmagazins in der DDR, LEO Leipzig, beteiligt. Er arbeitete als Kulturredakteur beim Jugendmagazin ran, war freier Mitarbeiter beim Musikexpress und NDR. 2004 gründete er den Literaturverlag edition copista. Von 2009 bis 2013 arbeitete er als Pressesprecher der Stadtratsfraktion von Bündnis 90/Die Grünen.
Ab 1986 war Schmelich auch als Kulturmanager, Veranstalter und Produzent von Konzerten und Tourneen tätig. 1994 bis 1996 war er Tourneeveranstalter der Rockband Böhse Onkelz und anschließend Autor, Produzent und Veranstalter des Kindermusicals Die Schlümpfe kommen in die Stadt. 2002 bis 2004 war er Manager von Gunter Gabriel, mit dem er das Label Erzengelmusik gründete. 2005 bis 2006 war er Berater des Schauspielers Rolf Zacher, seit 2006 ist er PR-Berater der von André Heller gegründeten Tourneeproduktion Chinesischer Nationalcircus.

## Ehrenämter
- 1979–1984 Vorsitzender des Kreisjugendringes Göttingen, Mitglied im Jugendwohlfahrtsausschuss[1]
- 1983–1985 Vizepräsident und Pressesprecher des Verbandes Niedersächsischer Lokalrundfunk[1]
- 2003–2008 Präsident der literarischen Charles-Bukowski-Gesellschaft[12][1]
- seit 2014 Stadtrat in Dresden[1]